# (3604) Berkhuijsen
(3604) Berkhuijsen (5550 P-L) – planetoida z grupy pasa głównego asteroid okrążająca Słońce w ciągu 4,19 lat w średniej odległości 2,6 au Odkryta 17 października 1960 roku.